# Mediolanum (Duitsland)

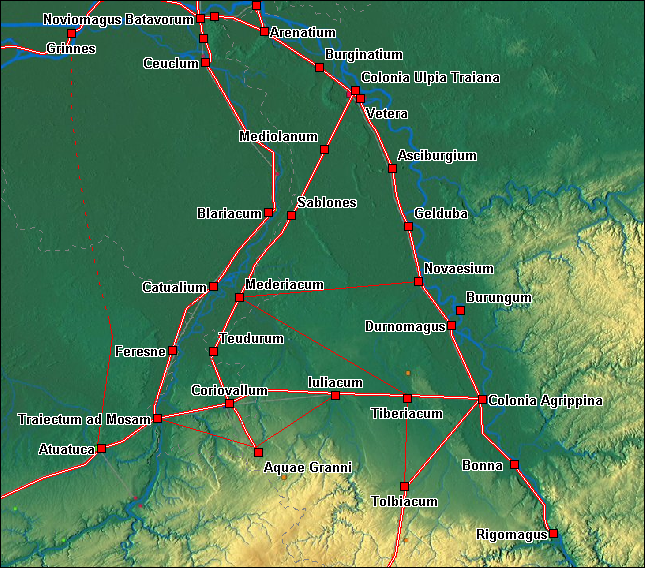
Romeinse wegen tussen Tongeren, Nijmegen en Keulen

Mediolanum, het huidige Pont (Geldern) in Duitsland, was een Romeins legerkamp in de provincie Neder-Germanië.
Mediolanum lag op de heerweg van Colonia Ulpia Traiana (Xanten) naar Coriovallum (Heerlen) en staat vermeld in de Romeinse reisgids Itinerarium Antonini halfweg tussen Sablones (Venlo) en Colonia Ulpia Traiana (Xanten).
De Bundesstraße 58 van Venlo naar Beckum ligt bij Pont grotendeels over de vroege Romeinse heerweg. De huidige plaatsnaam Pont stamt waarschijnlijk uit de Romeinse tijd, toen hier een brug (Latijn: pons, pontis) over de Niers lag. In de nabijheid werden resten van een nederzetting en een Romeinse begraafplaats met 120 graven gevonden.